# Juan Troche Ponce de León
Juan Troche Ponce de León (1524-1591), también conocido como Ponce de León II, fue un alto funcionario español, primer puertorriqueño que se convirtió en gobernador interino de Puerto Rico (1579-1581 y 1597) y gobernador de Trinidad.

## Primeros años
Juan Troche Ponce de León, nació en 1524, en San Juan de Puerto Rico. Fue hijo de Juan García (o Gracia) Troche y Juana Ponce de León. El Conquistador y explorador español Juan Ponce de León fue el abuelo materno de Ponce de León II.

## Asentamiento en Trinidad
En 1569, la corona española envió a Ponce de León II a la isla de Trinidad con el fin de que estableciera en ella un asentamiento (pues, en aquel momento, la isla estaba bajo control español). Así, Ponce de León II fundó la llamada ciudad de la Circuncisión, en una zona situada probablemente alrededor de la actual Laventille. Sin embargo, en 1570, los colonos españoles de la ciudad lo abandonaron, posiblemente a causa de los asaltos que realizaron los indígenas caribes en el asentamiento y que provocaron la muerte del hijo de Ponce de León II. Según algunos historiadores, Ponce de León II podría haber gobernado Trinidad entre 1571 y 1591.

## El primer puertorriqueño gobernador interino de Puerto Rico
En 1579, durante el tiempo en el cual el gobernador recién nombrado de Puerto Rico, Jerónimo de Agüero Campuzano, viajaba desde España a Puerto Rico para tomar el mando, Ponce de León II fue nombrado gobernador interino del archipiélago, para que administrara Puerto Rico mientras se producía el viaje del nuevo gobernador. Así fue como Ponce de León II se convirtió en el primer gobernador interino de Puerto Rico.

## "Memorias de Melgarejo"
En 1581, el Nuevo gobernador de Puerto Rico, Juan López Melgarejo, obedeciendo la petición Rey Felipe II pidió a Juan Ponce de León II la elaboración de un libro que contuviera una descripción general de las Américas, especialmente de Puerto Rico. Así, Ponce de León II, en colaboración con su compañero, también portorriqueño, Antonio de Santa Clara, escribió el la crónica Memorias de Melgarejo, el cual es considerado uno de los documentos históricos más importantes de Puerto Rico. En ese año, Ponce de León II estableció las coordenadas geográficas exactas de la ciudad portorriqueña de San Juan en la observación de un eclipse.

## Últimos años

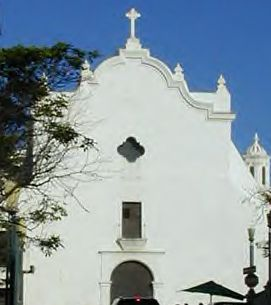
Iglesia de San José (San Juan de Puerto Rico), donde descansan los restos de Ponce de León II.

Tras la muerte de su mujer, Ponce de León II llevó el cuerpo de su abuelo, Juan Ponce de León, desde Cuba a Puerto Rico y lo enterró en la Iglesia de San José. Más tarde, en 1913, sus restos fueron trasladados a la Catedral de San Juan.
Murió en 1591 en San Juan, y sus restos están sepultados en la iglesia de San José de San Juan de Puerto Rico, como lo estuvieron los de su abuelo.

## Legado
- Hay un instituto en la localidad de Florida (Puerto Rico) que lleva su nombre.